# Andre Araújo
Andre Araújo (* 31. Mai 1988 in Carajás), mit vollständigen Namen Andre Luis de Oliveira Araújo, ist ein brasilianischer Fußballspieler. 

## Karriere
Andre Araújo spielte von 2007 bis 2013 bei den unterklassigen brasilianischen Vereinen von Inter de Bebedouro, Estrela do Norte FC, EC Vitória, Vitória FC (ES), SD Juazeirense, EC Democrata, Serrano SC, CA Sorocaba und Barretos EC. 2014 zog es ihn nach Thailand. Hier unterschrieb er einen Vertrag beim Chonburi FC. Der Verein aus Chonburi spielte in der ersten thailändischen Liga, der Thai Premier League. Ende 2014 feierte er mit Chonburi die Vizemeisterschaft. Im gleichen Jahr stand er mit dem Klub im Finale des FA Cup. Hier unterlag man im Endspiel Bangkok Glass mit 1:0. Nach der Saison wechselte er für eine Saison zum BBCU FC in die zweite Liga. Am Ende stieg der Verein als Tabellenvierter in die erste Liga auf. 2016 wechselte er zum Trat FC. Mit dem Verein aus Trat spielte er in der damaligen dritten Liga, der Regional League Division 2. Hier trat er mit dem Verein in der Eastern Region an. Am Ende der Saison wurde er mit Trat Meister und stieg in die zweite Liga auf. Nach dem Aufstieg verließ er Trat. Die Saison 2017 spielte er beim Zweitligisten Samut Songkhram FC. Am Ende musste er mit dem Verein aus Samut Songkhram als Tabellenvierzehnter in die dritte Liga absteigen. Der Rayong FC, ein Zweitligist aus Rayong, nahm ihn die Saison 2018 unter Vertrag. Nach der Saison wechselte er in die vierte Liga, wo er sich dem Muang Loei United FC anschloss. Der Verein aus Loei trat in der North/Eastern Region an. Am Ende der Saison feierte er mit Loei die Meisterschaft und den Aufstieg in die dritte Liga. 2020 kehrte er wieder in seine Heimat zurück. Hier nahm ihn der Luverdense EC aus Lucas do Rio Verde bis Anfang September 2020 unter Vertrag.
Seit dem 4. September 2020 ist Andre Araújo vertrags- und vereinslos.

## Erfolge
Chonburi FC
- Thailändischer Vizemeister: 2014
- Thailändischer Pokalfinalist: 2014

Trat FC
- Regional League Division 2 – East: 2016  ▲

Muang Loei United FC
- Thai League 4 – North/East: 2019  ▲